# Crogar M-91
Crogar M-91 — хорватский пистолет-пулемёт кустарного производства, собиравшийся на заводах компании S.K.M.. Использовался в годы войны в Хорватии.

## Описание
Доподлинно неизвестно, детали каких пистолетов-пулемётов использовались при компоновке. Известно, что в оружии использовался свободный затвор, трубчатые полуфабрикаты для ствольной коробки и кожуха, присутствовал переключатель режимов огня (одиночного и непрерывного), а рукоять затвора располагалась слева. Для стрельбы использовались патроны калибра 7,62x25 мм (как у пистолета ТТ).

## Использование
Пистолет-пулемёт Crogar создавался как экспериментальный, поэтому выпускался в ограниченных количествах и в итоге популярности не снискал.